# Civray-sur-Esves
Civray-sur-Esves település Franciaországban, Indre-et-Loire megyében. Lakosainak száma 213 fő (2022. január 1.). Civray-sur-Esves Bournan, Cussay, Descartes, Ligueil, Marcé-sur-Esves és Sepmes községekkel határos.

## Népesség
A település népességének változása:
| Lakosok száma | 266  | 167  | 189  | 193  | 213  | 205  | 202  | 203  | 204  | 213  |
|               | 1968 | 1982 | 1990 | 2006 | 2013 | 2015 | 2017 | 2019 | 2020 | 2022 |